# Thomas le petit train
Thomas le petit train (en anglais: Thomas the Tank Engine) est un personnage de fiction d'une petite locomotive à vapeur dans les livres The Railway Series du révérend Wilbert Awdry et de son fils, Christopher. Thomas est devenu le personnage le plus populaire de la série et le personnage principal de la série télévisée Thomas et ses amis.

## Description
Thomas est une locomotive-tender, avec le numéro 1 peint sur ses côtés. Toutes les locomotives de The Railway Series étaient basées sur des locomotives de types réels ; les origines de Thomas se trouvent dans la série E2 conçue par Lawson Billinton en 1913. Thomas est apparu pour la première fois en 1946 dans le deuxième livre de la série, Thomas the Tank Engine, et les quatre nouvelles qu'il contient traitaient de ses intrigues. Les meilleurs amis de Thomas sont Pierre et Toby.
En 1979, l'écrivain et producteur britannique Britt Allcroft découvre les livres,  et conclut un accord pour transformer les histoires en série télévisée Thomas et ses amis. Le programme est devenu un succès primé dans le monde entier et est accompagné d'une grande variété de produits commerciaux.

## Prototype et arrière-plan

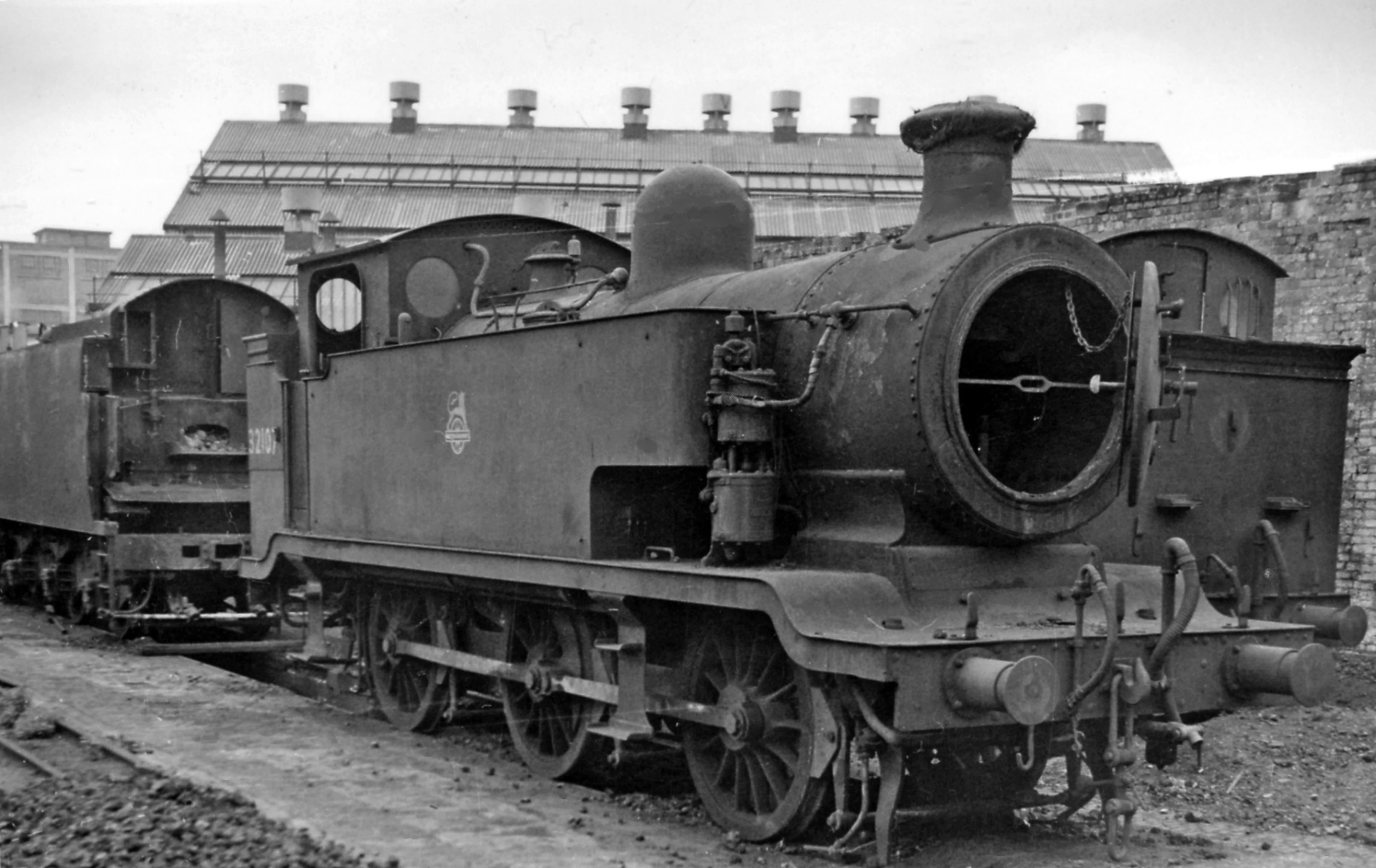
Thomas est inspiré de la série E2 du London-Brighton-South Coast Railway

Quand Wilbert Audrey a créé Thomas, la locomotive n'existait qu'en tant que jouet en bois créé pour son fils Christopher. Cette locomotive était assez différente du personnage des livres et des séries télévisées et portait les lettres « NW » sur les réservoirs d'eau. Wilbert a déclaré que les lettres signifiaient « No Where » (nulle part). Dans le développement de The Railway Series et de son histoire de fond, la compagnie de chemin de fer où travaillent Thomas et ses amis s'appelait le North Western Railway.
Thomas n'était pas à l'origine basé sur une vraie locomotive. Plus précisément, les histoires initiales accompagnaient un jouet fait pour Christopher. Après que la femme de Wilbert l'ait encouragé à diffuser les histoires, l'éditeur du deuxième livre de The Railway Series, Thomas the Tank Engine, a embauché un illustrateur nommé Reginald Payne. Wilbert a choisi une vraie locomotive, que Payne pourrait utiliser dans sa conception pour créer de l'authenticité. Il s'agit de la série E2 du chemin de fer London, Brighton and South Coast Railway (en) (LB&SCR), une locomotive-tender de type 0-6-0 conçue par Billinton. Une locomotive de cette série n'a peut-être été choisie que parce qu'Audrey en avait une photographie. Thomas fait partie d'une demi-douzaine de locomotives équipées d'une extension à l'avant des réservoirs d'eau. Bien que le langage et les comportements affichés[pas clair] soient parfois similaires à ceux de vraies locomotives, il existe des différences fondamentales. Par exemple, les roues de Thomas sont entraînées par des pistons internes, typiques de ces petites locomotives. De ce fait, les manivelles et les culbuteurs[pas clair] ne sont pas visibles de l'extérieur.
Wilbert n'était pas satisfait d'un détail des illustrations, par exemple le fait que l'extrémité avant de la passerelle le long de la chaudière de Thomas était inclinée vers le bas, ce qui signifiait que ses tampons avant et arrière sont des hauteurs différentes. C'était une erreur d'illustration qui s'est perpétuée dans les livres suivants. L'accident survenu dans l'épisode Thomas Comes to Breakfast a été quelque peu conçu pour y remédier. Thomas est toujours apparu avec une passerelle arrondie à l'avant dans la série télévisée.
Malgré la création de l'image visuelle d'un personnage aussi connu, Payne n'a reçu aucun crédit pour son travail, et c'est seulement depuis la sortie du livre The Thomas the Tank Engine Man de Brian Sibley qu'il a commencé à gagner une reconnaissance substantielle. On suppose souvent à tort que Clarence Reginald Dalby a créé le personnage, car il était chargé d'illustrer les livres 3 à 11 et de redessiner les illustrations du livre 1.
Thomas est venu à Sodor en 1915, lorsque Monsieur Gédéon Gibus l'a acheté pour une somme symbolique et l'a nommé copieur[pas clair] à la gare de Vickerstown. Après avoir sauvé James d'un accident dans l'histoire Thomas and the Breakdown Train, il est devenu une "locomotive polyvalente" et a été récompensé en étant chargé de la branche de Parkwar.
Il existe de nombreuses version de Thomas circulant dans le monde, mais aucune n'est une locomotive E2 du LB&SCR, la dernière ayant été ferraillé en 1963.

## Thomas dansThe Railway Series
Bien qu'il soit devenu le personnage le plus populaire de "The Railway Series", Thomas n'apparaît pas dans le premier livre, "The Three Railway Engines" (Eduoard, Henri et Gordon).
Thomas a été décrit dans l'introduction de "Thomas et Gordon", la première histoire du deuxième livre, "Thomas the Tank Engine", comme suit :

« Une locomotive-citerne qui réside dans une grande gare. Il avait six petites roues, une cheminée basse et trapue, une chaudière basse et trapue et un dôme bas et trapu. C'était une petite locomotive méticuleuse, qui déplaçait toujours les wagons d'un endroit à l'autre à l'endroit [...] Il était aussi effronté. »

— De l'histoire "Thomas and Gordon" dans le livre Thomas the Tank Engine.
Thomas était initialement utilisé pour effectuer des tests et des préparations dans les trois premières histoires du deuxième livre, mais il aspirait à des tâches plus importantes telles que diriger le train à grande vitesse, similaire à Gordon; Son inexpérience l'en a empêché. Dans la quatrième histoire "Thomas and the Breakdown Train", Thomas sauve James, et il est récompensé par son propre train. Dès lors, il est resté responsable de la succursale de Farquar, avec deux voitures de tourisme féminines nommées Annie et Claire et avec l'aide de Pierre et Toby. Thomas est souvent décrit comme ayant de l'impudence et même de la suffisance. Il prétend que les autres devraient lui accorder plus de respect et se met en colère lorsqu'il n'obtient pas le même respect. Cependant, Pierre et Toby sont capables de lui tenir tête, et Annie et Claire le réprimandent

## Série télévisée
Les apparitions de Thomas dans la série télévisée ont été développées par Britt Allcroft. La première série de vingt-six épisodes a été diffusée en octobre 1984 sur le réseau britannique ITV, mettant en vedette l'ancien batteur et chanteur des Beatles Ringo Starr comme narrateur. Les histoires ont été diffusées aux États-Unis dans le cadre de l'émission "Shining Time Station" à partir de 1989 avec la participation de Ringo dans le personnage de Mr. Conductor. Entre 1991 et 1993, George Carlin a remplacé Ringo en tant qu'annonceur et Mr. Conductor sur "Shining Time Station". Carlin a également raconté les histoires de "Thomas" dans l'émission en 1995.
En 1996, les histoires de Thomas ont été diffusées dans le cadre de "Mr. Conductor's Thomas Tales", toujours avec la participation de George Carlin. Alec Baldwin a joué Mr. Conductor dans le film "Thomas and the Magic Railroad" et a raconté la série dans le doublage américain entre 1998 et 2003. Michael Angelis a raconté la série entre 1991 et 2012 au Royaume-Uni, tandis que Michael Brandon a raconté la série entre 2004 et 2012 aux États-Unis. Entre 2013 et 2017 la série a été narrée par Mark Morgan (moraghan) jusqu'au renouvellement de la franchise l'année suivante, lorsque les épisodes ont été narrés du point de vue de la télé.
La personnalité de Thomas était à l'origine fidèle au personnage des livres. Cependant, des changements ont été apportés au fur et à mesure que la série commençait à s'éloigner des livres. Thomas est devenu nettement moins arrogant et égocentrique, et a développé un côté plus amical, extraverti et insouciant (bien que toujours trop agité). Apparemment, il n'est plus limité à sa branche et travaille partout à Sodor. Ces changements dans son caractère et ses missions résultaient de son statut de "star". Il est le personnage le plus populaire de la série, donc il a le plus d'apparitions, et est apparu dans toutes les émissions spéciales et dans le film "Thomas et le Chemin de fer magique".
De la spéciale "Le Héros de Chicalor" jusqu'à la dix-huitième saison, ils ont exprimé Thomas Martin Sherman (aux États-Unis) et Ben Small (au Royaume-Uni). À partir de 2015, Thomas John Hasler est exprimé au Royaume-Uni et Joseph May aux États-Unis.
Dans "La Première Aventure", un spécial racontant les événements des premiers jours de Thomas à Sodor, il est peint en vert bleuté à son arrivée à Sodor, et ses chars sont ornés des initiales "LBSC" (London, Brighton and South Coast Railway), avec le numéro 70 sur le compartiment à charbon. Le nombre 70 représente la soixante-dixième année de "The Railway Series" (2015), tandis que les locomotives de la série E2 sont numérotées de 100 à 109. La véritable locomotive LB&SCR no 70 est une série A1.

## Interprètes

### Anglais
- Eddie Glen ("Thomas et le Chemin de fer magique")
- Ben Small (Royaume-Uni; "Le Héros de Chicalor" - la dix-huitième saison)
- Martin Sherman (États-Unis; "Le Héros de Chicalor" - la dix-huitième saison)
- John Hasler (Royaume-Uni; "La Première Aventure" - saison vingt-quatre)
- Joseph May (États-Unis; "La Première Aventure" - la vingt-quatrième saison)

### Français
- Fabrice Trojani (à partir de la sixième série)
- Hugolin Chevrette-Landesque ("Thomas et le Chemin de fer magique")

## Des modèles
Thomas, comme Winnie l'ourson, a commencé comme un jouet d'enfant. Un jouet à main en bois du début des années 1940 était le Thomas original que le révérend Audrey a créé à partir d'un morceau de manche à balai pour son fils Christopher. Cependant, le prêtre était heureux de soutenir le récit de Payne selon lequel la locomotive était une E2, bien que le premier Thomas de la ligne de chemin de fer modèle d'Audrey, de Stewart Ridepath, n'ait pas de réservoirs d'eau allongés. Dans l'annuaire de 1979, Audrey écrit:

« J'ai acheté Thomas en 1948 alors que j'écrivais 'Le Retour de Thomas le petit train', et je voulais me remettre au modélisme après une pause d'une vingtaine d'années. Thomas était l'un des modèles réguliers de Stuart Ridepath, avec un lourd métal blanc carrosserie et équipé d'une carrosserie et d'un moteur "Essar". Stewart Ridepath est décédé, et ses moteurs, sans parler des pièces de rechange pour eux, sont introuvables depuis de nombreuses années, mais Thomas continue ! Comme on peut s'y attendre vu son âge, c'est un vieil homme inconstant, et il faut le conduire avec une prudence absolue. »

Après que la société Hornby ait produit un modèle de locomotive de la série E2 du London-Brighton-South Coast Railway à la fin des années 1970 et au début des années 1980, Audrey en a acheté une pour remplir le rôle de Thomas dans son installation, la succursale Parkwar.
Malgré les demandes d'Audrey pour des modèles commerciaux, auxquelles la Lines Brothers Company (qui deviendra plus Hornby) a répondu avec un kit de jouets Pierre fabriqué par Meccano Ltd en 1967, Hornby Hobbies a utilisé le moulage pour créer Thomas lorsqu'elle a commencé à fabriquer des modèles. " Dans les années 1980.

## Récompenses
Thomas était le seul personnage fictif inclus dans la "Happy List" de 2009 de The Independent, et a été reconnu parmi quatre-vingt-dix-huit vrais adultes et un chien de thérapie pour avoir fait de la Grande-Bretagne "un endroit meilleur et plus heureux".

## Dans la culture populaire
Thomas a été référencé, présenté et parodié à plusieurs reprises dans la culture populaire. En 1988, il a été parodié dans l'émission ITV "Spitting Image", dans laquelle il était décrit comme un ivrogne qui "a complètement déraillé". En 2009, Thomas est apparu dans The Official BBC Children in Need, exprimée par Ringo Starr qui a raconté les deux premières séries de Thomas et ses amis. Dans le programme humoristique britannique "Bobby Dubrow's Weekly TV", une parodie a été créée intitulée "Thomas The Tanked Up Engine" à laquelle Jeremy, le moteur rose, a participé. Bobby Davro a fourni la narration imitant celle de Ringo Starr.
MAD de Cartoon Network présente Thomas le petit train dans "Thomas the Unstoppable Tank Engine", un croisement entre Thomas le petit train et Unstoppable. Une parodie de Thomas le petit train est apparue dans la série Robot Chicken. Le sketch s'appelle "Blow Some Steam". Le narrateur (Seth Green) a imité Ringo Starr et Thomas a été exprimé par Daniel Radcliffe.
Dans le film Marvel 2015 Ant-Man, Thomas apparaît comme un modèle Bachmann, qu'Antman et Yellowjacket utilisent dans la bataille finale du film,,.
Un certain nombre de joueurs de Gamedao ont modifié 19 lanceurs pour incorporer Thomas et 19 autres démos, souvent en changeant le personnage du boss et en utilisant des sons et de la musique. L'un des premiers exemples connus a été le remplacement des dragons par des locomotives et des commandes dans le jeu The Elder Scrolls V: Skyrim en 2013. Depuis lors, Thomas a été introduit dans d'autres jeux tels que Grand Theft Auto V, Sonic the Hedgehog et la version 2019 de Resident Evil 2.